# 박정희 대통령 생가
박정희 대통령 생가(朴正熙 大統領 生家)는 대한민국 경상북도 구미시 상모동에 있는 가옥이다. 대한민국의 제5대 ~ 제9대 대통령을 역임한 박정희가 태어난 가옥으로서 1993년 2월 25일 경상북도의 기념물 제86호로 지정되었다.

## 개요
1917년 11월 14일 아버지 박성빈(朴成彬) 공과 어머니 백남의(白南義) 여사의 5남 2녀 중 막내로 태어난 박정희가 구미초등학교와 1937년 대구사범학교를 졸업할 때까지 살았던 곳이다.
박정희 대통령이 태어난 아래채는 좌측에는 앞뒤로 1칸씩의 온돌방, 우측에는 방앗간과 외양간 1칸씩이 배치되었으며, 앞쪽 온돌방은 박정희 대통령이 공부하던 방이다.

## 같이 보기
- 박정희
- 서울 신당동 박정희 가옥 - 등록문화재 제412호
- 박정희 대통령 기념도서관

## 참고 문헌
- 박정희대통령생가 - 국가유산청 국가유산포털